# David Davis (Politiker, 1959)

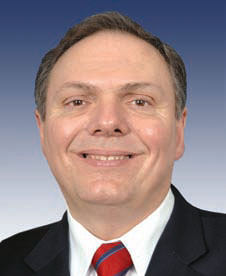
David Davis

David Lee Davis (* 6. November 1959 in Johnson City, Tennessee) ist ein US-amerikanischer Politiker der republikanischen Partei. Zwischen 2007 und 2009 vertrat er den ersten Distrikt des Bundesstaats Tennessee im Repräsentantenhaus der Vereinigten Staaten.

## Werdegang
David Davis studierte im Jahr 1979 an der East Tennessee State University und danach bis 1983 mit einem Fernstudium am California College. Sein Fachgebiet war Medizin und hierbei die Atmung. Bis 1991 setzte er seine Ausbildung am Milligan College in Tennessee fort. Später wurde er Präsident der Firma Advanced Home Health Care Inc.
Heute ist er Präsident der Firma Shared Health Services Inc. Mit seiner Frau Joyce hat er einen Sohn. Die Familie lebt in Johnson City.

## Politik
Politisch schloss sich Davis der Republikanischen Partei an. Im Jahr 1996 bewarb er sich erfolglos um die Nominierung seiner Partei für die Kongresswahlen. Zwischen 1999 und 2006 saß er als Abgeordneter im Repräsentantenhaus von Tennessee. Bei den Kongresswahlen des Jahres 2006 wurde er im ersten Wahlbezirk von Tennessee in das US-Repräsentantenhaus in Washington, D.C. gewählt, wo er am 3. Januar 2007 die Nachfolge von William L. Jenkins antrat. Da er im Jahr 2008 in den Vorwahlen seiner Partei unterlag, konnte er im Repräsentantenhaus des 110. Kongresses bis zum 3. Januar 2009 nur eine Legislaturperiode im absolvieren. Im Kongress folgte ihm David Phillip „Phil“ Roe. Sowohl im Staatsparlament als auch im Kongress galt Davis als konservativ.